# آتیلا واری
آتیلا واری (مجاری: Vári Attila؛ زادهٔ ۲۶ فوریهٔ ۱۹۷۶) بازیکن واترپلو اهل مجارستان بود.
وی در مسابقات کشوری و بین‌المللی در مجموع برندهٔ ۴ مدال طلا، ۲ مدال نقره شده‌است.